# Carpophage de Pickering
Ducula pickeringii
Pour les articles homonymes, voir Pickering (homonymie).
Espèce
Statut de conservation UICN

 VU B1ab(ii,iii,iv,v) : Vulnérable
Le Carpophage de Pickering (Ducula pickeringii) est une espèce d'oiseaux appartenant à la famille  des  Columbidae.

## Description
Cet oiseau mesure environ 40 cm de longueur.
La tête est rose grisâtre avec une petite bande blanche à la base du bec gris bleuâtre. Un cercle orbital blanc gris entoure les yeux rougeâtre foncé. Le cou, la poitrine et le dessous du corps sont gris rosâtre pâle, plus rose sur la poitrine et la gorge et plus gris sur la nuque. Le manteau, le dos, les ailes et le croupion sont gris verdâtre avec de légers reflets métalliques. La queue est vert noirâtre et les sous-caudales rose grisâtre avec une surfusion rousse. Les pattes sont pourpres.
Cette espèce ne présente qu'un faible dimorphisme sexuel puisque la femelle présente seulement un plumage un peu moins rose que le mâle au niveau de la tête et de la poitrine.

## Répartition
Cet oiseau vit sur les petites îles entre Bornéo et les Philippines.

## Habitat
Cet oiseau fréquente les forêts de plaines.

## Comportement
Cet oiseau vit le plus souvent seul ou en couple. Il est parfois associé au Carpophage pauline ou au Carpophage blanc.

## Sous-espèces
Cet oiseau est constitué de trois sous-espèces :
- Ducula pickeringii pickeringii (Cassin, 1854) ;
- Ducula pickeringii langhornei (Mearns, 1905) plus pâle avec des cercles oculaires nettement blancs ;
- Ducula pickeringii palmasensis (Mearns, 1909) plus pâle également et avec le dessous du corps moins rose.

## Population et conservation
Les populations de cet oiseau déclinent à cause de la chasse et de la conversion de certaines forêts de basse altitude en palmeraies.